# Tripogandra silvatica
Tripogandra silvatica är en himmelsblomsväxtart som beskrevs av Handlos. Tripogandra silvatica ingår i släktet Tripogandra och familjen himmelsblomsväxter. Inga underarter finns listade.